# Gulstrupig spadnäbb
Gulstrupig spadnäbb (Platyrinchus flavigularis) är en fågel i familjen tyranner inom ordningen tättingar. Den förekommer i molnskogar i sydamerikanska Anderna, från Colombia till Peru. Fågeln minskar i antal, men beståndet anses vara livskraftigt.

## Utseende och läte
Gulstrupig spadnäbb är en liten flugsnapparliknande fågel med mycket bred näbb, som dock ser normalbred ut från sidan. Den korta stjärten och det stora huvudet ger fågeln ett framtungt utseende. Fjäderdräkten är kastanjebrun på hjässan, olivbrun ovan och gul under. Framför ögat syns en gul fläck. Vanligaste lätet är en kort och vass vissling som upprepas. Sången består av en stigande drill som kan avslutas med ett gnisslande ljud.

## Utbredning och systematik
Gulstrupig spadnäbb delas in i två underarter med följande utbredning:
- Platyrinchus flavigularis flavigularis – förekommer i Anderna i Colombia och västra Venezuela, sydöstra Peru (Cusco)
- Platyrinchus flavigularis vividus – förekommer i Sierra de Perija (vid gränsen mellan Colombia och Venezuela)

### Familjetillhörighet
Spadnäbbarna placeras vanligen i familjen tyranner. DNA-studier visar dock att Tyrannidae består av fem klader som skildes åt redan under oligocen,, varför vissa auktoriteter behandlar dem som egna familjer. Spadnäbbarna förs då till Platyrinchidae tillsammans med manakintyrann och kungsfågeltyrann ingår.

## Levnadssätt
Gulstrupig spadnäbb förekommer sällsynt i molnskogar. Där kan den ses sitta orörlig i långa perioder i lägre och mellersta skikten.

## Status och hot
Arten har ett stort utbredningsområde, men tros minska i antal, dock inte tillräckligt kraftigt för att den ska betraktas som hotad. Internationella naturvårdsunionen IUCN listar arten som livskraftig (LC).